# اسلام‌نگر، لاهور
اسلام‌نگر (به انگلیسی: Islamnagar) یک منطقهٔ مسکونی در پاکستان است که در پنجاب واقع شده‌است.